# Szénfy Gusztáv
Szénfy Gusztáv, születési nevén Kohlmann Gusztáv (Nyíregyháza, 1819. augusztus 17. – Miskolc, 1875. november 22.) zeneszerző.

## Élete
Apja Kohlmann Sámuel evangélikus tanító volt, akitől zongorázni tanult. Középiskoláit Nagykállóban, a jogot Eperjesen végezte és 1846-ben Pesten ügyvédi oklevelet nyert. Jurátus korában egy grófi családnál nevelő volt, sok évig Nyiregyházán mint városi hivatalnok működött. Két évig a Magyar Tudományos Akadémia megbizásából Magyar- és Erdélyországban, valamint Romániában és a dunai tartományokban tudományos utazást és kutatásokat tett, hogy összeszedve a különböző népfajok közt élő népdalokat, azok egybehasonlításából megírja a magyar zene rendszerét tudományos alapon. Munkája azonban nem nyert elismerést; azért 1861-ben visszatért Nyíregyházára; később Miskolcon telepedett le mint zenetanár. Majd visszatért Nyíregyházára, ahol városi tanácsosnak választották. 1872-ben féloldali szélütés érte és emiatt elvesztette állását, és zongoraórákból tengődött. 1875. november 22-én hunyt el a miskolci kórházban.
Nagy művét a magyar zene nagy kárára megsemmisítette és abból csak egyes részeket bocsátott nyilvánosságra az 1860-as években az Ábrányi Kornél által szerkesztett Zenészeti Lapokban.
Zenészeti cikkeket írt a Pesti Divatlapba (1845-46), a Magyar Sajtóba (1855-59), a Pesti Naplóba (1885. 138., 1859. 208. sz.), a Vasárnapi Ujságba (1855., 1860.), a Sárospataki Füzetekbe (1859-60), a Magyar Szinházi Lapba (1860).

## Munkája
- Karének Sz. István királyról vegyes és férfi karra. Eger, 1860.